# 8344 Бабетта
8344 Бабе́тта (8344 Babette) — астероїд головного поясу, відкритий 25 січня 1987 року.
Тіссеранів параметр щодо Юпітера — 3,523.